# Blades de Worcester
Les Blades de Worcester sont une équipe féminine professionnelle de hockey sur glace de Worcester, au Massachusetts, créée en 2018 à la suite du déménagement de la franchise des Blades de Boston. L'équipe joue ses matchs à domicile au Fidelity Bank Worcester Ice Center.

## Histoire
En août 2018, le déménagement de la franchise des Blades de Boston est annoncée vers Worcester en conservant une grande partie du staff d'entraineurs et le directeur général Derek Alfama. L'équipe s'éloigne ainsi de ses concurrents directs, le Pride de Boston qui joue dans la Ligue nationale féminine de hockey et refond son équipe pour la saison 2018-2019. Les Blades de Worcester naissent ainsi sous un nouveau nom et nouveau logo, tout en conservant le code couleur de l'ancienne franchise.

## Bilan par saisons
| Saison    | PJ | V | VP | D  | BP | BC  | Pts | Classement | Séries éliminatoires |
| --------- | -- | - | -- | -- | -- | --- | --- | ---------- | -------------------- |
| 2018-2019 | 28 | 0 | 0  | 28 | 22 | 155 | 0   | Sixième    | Non qualifié         |

## Personnalités

### Joueuses

#### Effectif actuel
| No    | Nom                | Nat. | Position         | Arrivée                                        |
| ----- | ------------------ | ---- | ---------------- | ---------------------------------------------- |
| +001, | Mariah Fujimagari  |      | Gardienne de but | 2018 - SKP Bratislava (Slovaquie)              |
| +003, | Courtney Turner    |      | Attaquante       | 2018 - Blades de Boston (LCHF)                 |
| +004, | Elizabeth Aveson   |      | Attaquante       | 2018 - Blades de Boston (LCHF)                 |
| +005, | Carrie Atkinson    |      | Défenseure       | 2018 - Djurgårdens Hockey (SDHL)               |
| +006, | Erin Kickham       |      | Défenseure       | 2018 - Blades de Boston (LCHF)                 |
| +007, | Lauren Williams    |      | Défenseure       | 2018 - Badgers du Wisconsin (NCAA)             |
| +010, | Erin Hall          |      | Défenseure       | 2018 - Blades de Boston (LCHF)                 |
| +011, | Jennifer MacAskill |      | Attaquante       | 2018 - Lakers de Mercyhurst (NCAA)             |
| +012, | Casey Stathopoulos |      | Attaquante       | 2018 - Blades de Boston (LCHF)                 |
| +014, | Rebecca Fleming    |      | Attaquante       | 2018 - Huskies du Connecticut (NCAA)           |
| +015, | Megan Myers        |      | Attaquante       | 2018 - Blades de Boston (LCHF)                 |
| +016, | Kaitlin Spurling   |      | Attaquante       | 2018 - Blades de Boston (LCHF)                 |
| +017, | Meghan Grieves     |      | Attaquante       | 2018 - Blades de Boston (LCHF)                 |
| +018, | Taryn Harris       |      | Défenseure       | 2018 - Blades de Boston (LCHF)                 |
| +019, | Nicole Anderson    |      | Attaquante       | 2018 - Friars de Providence (NCAA)             |
| +020, | Meaghan Spurling   |      | Défenseure       | 2018 - Blades de Boston (LCHF)                 |
| +022, | Chelsey Goldberg   |      | Attaquante       | 2018 - Blades de Boston (LCHF)                 |
| +024, | Kristina Brown     |      | Défenseure       | 2018 - Blades de Boston (LCHF)                 |
| +025, | Alexis Miller      |      | Défenseure       | 2018 - Terriers de Boston (NCAA)               |
| +027, | Nicole Giannino    |      | Attaquante       | 2018 - Blades de Boston (LCHF)                 |
| +030, | Jessica Convery    |      | Gardienne de but | 2018 - Bulldogs de Minnesota-Duluth (NCAA)     |
| +035, | Lauren Dahm        |      | Gardienne de but | 2018 - Blades de Boston (LCHF)                 |
| +071, | Shannon Hickey     |      | Attaquante       | 2018 - Plattsburgh State University (NCAA III) |
| +081, | Morgan Turner      |      | Attaquante       | 2018 - Big Green de Dartmouth (NCAA)           |

#### Capitaines
- 2018 - En cours :

#### Choix de premier tour
Ce tableau permet de présenter le premier choix de l'équipe lors du repêchage d'entrée de la LCHF qui a lieu chaque année depuis 2010.
| Année | Joueuse         | Choix        | Équipe junior               |
| ----- | --------------- | ------------ | --------------------------- |
| 2018  | Lauren Williams | 1re au total | Badgers du Wisconsin (NCAA) |

### Dirigeants

#### Entraineurs-chefs
- 2018-En cours : Paul Kennedy[6]

#### Directeurs généraux
| N° | Nom           | Engagement   | Départ   | Remarques |
| -- | ------------- | ------------ | -------- | --------- |
| 1  | Derek Alfama, | 20 août 2018 | En cours |           |